# Die dreifache Warnung
Die dreifache Warnung ist eine Erzählung von Arthur Schnitzler. Sie erschien erstmals am 4. Juni 1911 in der Pfingstausgabe der Wiener Tageszeitung Die Zeit.

## Handlung
Ein junger Bergsteiger vernimmt eine innere Stimme, die ihm sagt, dass er umkehren soll. Ist es eine Schwäche, die ihn zur Räson bringen will, oder ist es die Stimme der Vernunft?

## Entstehung
Am 8. August 1909 erstellte Schnitzler eine Skizze. Die Niederschrift begann am 21. Juni 1910.

## Veröffentlichungen
Nach dem Erstdruck in der Zeit wurde sie im S. Fischer Almanach XXV veröffentlicht. Im Folgejahr wurde sie in die Novellensammlung Masken und Wunder (1912) und in die erste Gesamtausgabe mit den Erzählenden Schriften aufgenommen.
1924 wurde sie zur Titelnovelle einer Ausgabe von Schnitzler-Novellen im Reclam-Verlag (gemeinsam mit Die Frau des Weisen und Der blinde Geronimo und sein Bruder). Oswald Brüll (27. Juni 1893 in Mikuszowice – 1942 in Achtubinsk) schrieb dafür ein Nachwort. Brüll hatte bereits 1912 als 19-jähriger Student über Der junge Medardus ein Feuilleton geschrieben. Persönlich lernten sie sich aber erst 1920 kennen.

## Hintergrund
In der märchenhaften Parabel tritt dem Jüngling das Unerklärliche als Stimme entgegen. Arthur Schnitzler publizierte die Erzählung Die dreifache Warnung in derselben Zeit wie Der Mörder, Die Hirtenflöte, Das Tagebuch der Redegonda und Das weite Land.

## Werkurteile
- Der Literaturwissenschaftler Rolf Allerdissen schrieb: „Zu den Texten, in denen das Schicksal in der Tat als zynische, den Menschen unbegreiflich und höhnisch herumschleudernde Macht gezeichnet wird, gehört die kurze Erzählung ,Die dreifache Warnung‘ aus dem Jahre 1911.“[6]

- „Hier [...] huldigt der Dichter der Anschauung, daß über jedem Menschen eine eherne Bestimmung waltet,“ schrieb Julius Kapp 1912.[7]

- „Wenn es zu den Wesensmerkmalen des Kitsches gehört, dass eine totale Wirkung erzielt werden will“, meinte Peter Spycher-Braendli, „so erfüllt die Parabel «Die dreifache Warnung» (1911) schon allein vom Thema her diese Bedingung.“[8]
- „Mit pathetischer Eindringlichkeit drückt die Parabel ›Die dreifache Warnung‹ Schnitzlers Überzeugung von der Undurchschaubarkeit der Welt aus, indem sie die Situation des Menschen, der fragt oder gar sich auflehnen zu können glaubt gegen den festbestimmten Ablauf der Dinge, in ein allegorisches Bild bringt.“[9]

## Verschiedenes
Im mittleren Teil beschreibt Schnitzler 60 Jahre vor dem US-amerikanischen Meteorologen Edward N. Lorenz anhand eines Schmetterlings einen Effekt, der später Schmetterlingseffekt genannt werden wird.

## Ausgaben
- in: S. Fischer Almanach: Das XXV. Jahr, Berlin 1911, S. 328–333.
- in: Arthur Schnitzler: Masken und Wunder, S. 181–190.
- in: Arthur Schnitzler: Erzählende Schriften, Band II., S. 338–343.
- Legenden und Märchen unserer Zeit (Hg. Emil Kläger), Wien – Leipzig 1917, S. 69–72
- in: Arthur Schnitzler: Die dreifache Warnung. Novellen.  Mit einem Nachwort von Oswald Brüll. Leipzig: Reclam 1920 (Universalbibliothek Nr. 6458), S. 27–33. online (neuerlich 1947)
- in: Modern German Stories (Hg. Allen W. Porterfield), Boston 1928, S. 111–116
- Programm des Theaters in der Josefstadt. Spielzeit 1931–1932, Heft 5, 1932;
- AE 291-294;
- Weit ist das Land. Erzählkunst aus Österreich, Band II, Wien 1959, S. 439–442
- Drei Szenen aus Anatol und zwei Erzählungen. (Hg. Harlan P. Hanson), New York 1960, S. 60–64
- Arthur Schnitzler: Die Erzählenden Schriften. Frankfurt 1961, II 7–10.